# Madrid Open 2011
Il Madrid Open 2011, ufficialmente Mutua Madrileña Madrid Open 2011 per motivi di sponsorizzazione, è stato un torneo di tennis giocato sulla terra rossa. È stata la decima edizione ATP e la terza WTA del Madrid Open. Fa parte dell'ATP World Tour Masters 1000 nell'ambito dell'ATP World Tour 2011, e dei tornei Premier Mandatory nell'ambito del WTA Tour 2011. Entrambe le competizioni, maschile e femminile, si sono giocate alla Caja Mágica di Madrid, in Spagna, dal 2 all'8 maggio 2011.

## Partecipanti ATP

### Teste di serie
| Giocatore         | Nazione     | Ranking | Testa di serie* |
| ----------------- | ----------- | ------- | --------------- |
| Rafael Nadal      | Spagna      | 1       | 1               |
| Novak Đoković     | Serbia      | 2       | 2               |
| Roger Federer     | Svizzera    | 3       | 3               |
| Andy Murray       | Regno Unito | 4       | 4               |
| Robin Söderling   | Svezia      | 5       | 5               |
| David Ferrer      | Spagna      | 6       | 6               |
| Tomáš Berdych     | Rep. Ceca   | 7       | 7               |
| Jürgen Melzer     | Austria     | 8       | 8               |
| Gaël Monfils      | Francia     | 9       | 9               |
| Nicolás Almagro   | Spagna      | 10      | 10              |
| Mardy Fish        | Stati Uniti | 11      | 11              |
| Andy Roddick      | Stati Uniti | 12      | 12              |
| Michail Južnyj    | Russia      | 13      | 13              |
| Stan Wawrinka     | Svizzera    | 14      | 14              |
| Fernando Verdasco | Spagna      | 15      | 15              |
| Viktor Troicki    | Serbia      | 16      | 16              |

* Le teste di serie sono basate sul ranking al 25 aprile 2011.

### Altri partecipanti
I seguenti giocatori hanno ricevuto una wild card per il tabellone principale:
- Pablo Andújar
- Juan Carlos Ferrero
- Marcel Granollers
- Kei Nishikori

I seguenti giocatori sono passati dalle qualificazioni:

- Flavio Cipolla
- Thiemo de Bakker
- Alejandro Falla
- Daniel Gimeno Traver
- Victor Hănescu
- Adrian Mannarino
- Pere Riba

## Partecipanti WTA

### Teste di serie
| Giocatrice          | Nazione     | Ranking | Testa di serie* |
| ------------------- | ----------- | ------- | --------------- |
| Caroline Wozniacki  | Danimarca   | 1       | 1               |
| Vera Zvonarëva      | Russia      | 3       | 2               |
| Francesca Schiavone | Italia      | 4       | 3               |
| Viktoryja Azaranka  | Bielorussia | 5       | 4               |
| Samantha Stosur     | Australia   | 6       | 5               |
| Li Na               | Cina        | 7       | 6               |
| Jelena Janković     | Serbia      | 8       | 7               |
| Marija Šarapova     | Russia      | 9       | 8               |
| Shahar Peer         | Israele     | 11      | 9               |
| Agnieszka Radwańska | Polonia     | 12      | 10              |
| Marion Bartoli      | Francia     | 13      | 11              |
| Svetlana Kuznecova  | Russia      | 14      | 12              |
| Andrea Petković     | Germania    | 15      | 13              |
| Venus Williams      | Stati Uniti | 16      | 14              |
| Kaia Kanepi         | Estonia     | 17      | 15              |
| Ana Ivanović        | Serbia      | 18      | 16              |

- Le teste di serie sono basate sul ranking al 25 aprile 2011.

### Altre partecipanti
Le seguenti giocatrici hanno ricevuto una wild card per il tabellone principale:
- Anabel Medina Garrigues
- Arantxa Parra Santonja
- Laura Pous Tió
- Arantxa Rus
- Dinara Safina

Le seguenti giocatrici sono passate dalle qualificazioni:

- Sofia Arvidsson
- Ol'ga Govorcova
- Simona Halep
- Vania King
- Nuria Llagostera Vives
- Sania Mirza
- Monica Niculescu
- Chanelle Scheepers

### Assenze notevoli
- Kim Clijsters (spalla e polso)
- Serena Williams (embolia polmonare)

## Punti e montepremi

### Distribuzione dei punti
| Turno                   | Singolare maschile | Doppio maschile | Singolare femminile | Doppio femminile |
| ----------------------- | ------------------ | --------------- | ------------------- | ---------------- |
| Campioni                | 1000               | 1000            | 1000                | 1000             |
| Finalisti               | 600                | 600             | 700                 | 700              |
| Semifinalisti           | 360                | 360             | 450                 | 450              |
| Eliminati ai quarti     | 180                | 180             | 250                 | 250              |
| Eliminati agli ottavi   | 90                 | 90              | 140                 | 140              |
| Eliminati al 2º turno   | 45                 | 10              | 80                  | 5                |
| Eliminati al 1º turno   | 10                 | –               | 5                   | –                |
| Qualificati             | 25                 | –               | 30                  | –                |
| Finale qualificazioni   | 14                 | –               | 20                  | –                |
| 1º turno qualificazioni |                    | –               | 1                   | –                |

### Montepremi
| Turno                   | Singolare maschile | Doppio maschile | Singolare femminile | Doppio femminile |
| ----------------------- | ------------------ | --------------- | ------------------- | ---------------- |
| Campioni                | $590 000           | $180 000        | $620 000            | $196 000         |
| Finalisti               | $275 000           | $83 000         | $310 000            | $98 000          |
| Semifinalisti           | $133 000           | $40 000         | $135 500            | $39 000          |
| Eliminati ai quarti     | $67 000            | $20 100         | $57 500             | $15 500          |
| Eliminati agli ottavi   | $34 000            | $10 300         | $27 500             | $8,455           |
| Eliminati al 2º turno   | $17 600            | $5,360          | $15 150             | $4 200           |
| Eliminati al 1º turno   | $9,175             | –               | $7,825              | –                |
| Finale qualificazioni   | $2 400             | –               | $2,170              | –                |
| 1º turno qualificazioni | $1 200             | –               | $1 050              | –                |

## Campioni

### Singolare maschile
Novak Đoković ha sconfitto in finale  Rafael Nadal per 7-5, 6-4.
- Per Đoković è il sesto titolo dell'anno e il 24° in carriera. Il serbo è ancora imbattuto fino a questo punto della stagione.

### Singolare femminile
Petra Kvitová ha sconfitto in finale  Viktoryja Azaranka per 7–6(3), 6-4.
- È il 3º titolo dell'anno per Petra Kvitová, il 4° della sua carriera.

### Doppio maschile
Bob Bryan /  Mike Bryan hanno sconfitto in finale  Michaël Llodra /  Nenad Zimonjić per 6-3, 6-3.

### Doppio femminile
Viktoryja Azaranka /  Marija Kirilenko hanno sconfitto in finale  Květa Peschke /  Katarina Srebotnik per 6-4, 6-3.